# 千葉市立幸町第二中学校
千葉市立幸町第二中学校（ちばしりつさいわいちょうだいにちゅうがっこう）は千葉県千葉市美浜区幸町にある公立の中学校。

## 概要
生徒数は2019年5月現在、382人。
「H」型の校舎を有する。一方が管理棟(職員室・その他理科室・家庭科室等)、もう一方が教室棟(教室・資料室等)になっている。

## 部活動
11の部活動がある。水泳部については夏季期間中のみ活動している。
- 野球(男)
- サッカー(男)
- ソフトボール(女)
- バレーボール(女)
- バドミントン(男・女)
- 卓球(男・女)
- バスケットボール(男・女)
- 吹奏楽
- 美術
- 科学
- 演劇

## 通学区域
- 千葉市中央区
  - 千葉港（一部）
- 千葉市美浜区
  - 幸町1丁目
  - 幸町2丁目（一部）
  - 新港（一部）[1]

## 進学前小学校
- 千葉市立幸町第三小学校
- 千葉市立登戸小学校
- 千葉市立新宿小学校

## 校内
1階
入口・保健室・PC室・金工室・木工室
2階
3年教室・第一理科室・美術室・職員室
3階
2年教室・音楽室・調理室・被服室・第二理科室
4階
1年教室・オープンスペース

## 交通
- JR京葉線・千葉都市モノレール 千葉みなと駅から徒歩約10分
- 京成西登戸駅から徒歩約10分

## 著名な出身者
- 倉見夏乃（バレーボール選手 - KUROBEアクアフェアリーズ）